# Нечёткое множество
Нечёткое множество (иногда размытое, туманное, пушистое) — понятие, введённое Лотфи Заде в 1965 году в статье «Fuzzy Sets» в журнале Information and Control, в котором расширил классическое понятие множества, допустив, что характеристическая функция множества (названная Заде функцией принадлежности для нечёткого множества) может принимать любые значения в интервале {\displaystyle [0,1]}, а не только значения {\displaystyle 0} или {\displaystyle 1}. Является базовым понятием нечёткой логики.
Устаревшее название: расплывчатое множество.

## Определение
Под нечётким множеством {\displaystyle A} понимается совокупность упорядоченных пар, составленных из элементов {\displaystyle x} универсального множества {\displaystyle X} и соответствующих степеней принадлежности {\displaystyle \mu _{A}(x)}:
{\displaystyle A=\{(x,\mu _{A}(x))\mid x\in X\}},
причём {\displaystyle \mu _{A}(x)} — функция принадлежности (обобщение понятия характеристической функции обычных чётких множеств), указывающая, в какой степени (мере) элемент {\displaystyle x} принадлежит нечёткому множеству {\displaystyle A}.
Функция {\displaystyle \mu _{A}(x)\ } принимает значения в некотором линейно упорядоченном множестве {\displaystyle M}. Множество {\displaystyle M} называют множеством принадлежностей, часто в качестве {\displaystyle M} выбирается отрезок {\displaystyle [0,1]}. Если {\displaystyle M=\{0,1\}\ } (то есть состоит только из двух элементов), то нечёткое множество может рассматриваться как обычное чёткое множество.

## Основные определения
Пусть {\displaystyle A} нечёткое множество с элементами из универсального множества {\displaystyle X\ } и множеством принадлежностей {\displaystyle M=[0,1]}. Тогда:
- носителем (суппортом) нечёткого множества {\displaystyle \operatorname {supp} A} называется множество {\displaystyle \{x\mid x\in X,\mu _{A}(x)>0\}};
- величина {\displaystyle \sup _{x\in X}\mu _{A}(x)} называется высотой нечёткого множества {\displaystyle A\ }. Нечёткое множество {\displaystyle A\ } нормально, если его высота равна {\displaystyle 1\ }. Если высота строго меньше {\displaystyle 1\ }, нечёткое множество называется субнормальным;
- нечёткое множество пусто, если {\displaystyle \forall x\in X:\mu _{A}(x)=0}. Непустое субнормальное нечёткое множество можно нормализовать по формуле
{\displaystyle \mu '_{A}(x)={\frac {\mu _{A}(x)}{\sup \mu _{A}(x)}}};
- нечёткое множество унимодально, если {\displaystyle \mu _{A}(x)=1\ } только на одном {\displaystyle x\ } из {\displaystyle X\ };
- элементы {\displaystyle x\in X}, для которых {\displaystyle \mu _{A}(x)=0{,}5}, называются точками перехода нечёткого множества {\displaystyle A\ }.

## Сравнение нечётких множеств
Пусть {\displaystyle A} и {\displaystyle B} — нечёткие множества, заданные на универсальном множестве {\displaystyle X}.
- {\displaystyle A} содержится в {\displaystyle B}, если для любого элемента из {\displaystyle X} функция его принадлежности множеству {\displaystyle A} будет принимать значение меньшее либо равное, чем функция принадлежности множеству {\displaystyle B}:
{\displaystyle A\subset B\Leftrightarrow \forall x\in X:\mu _{A}(x)\leqslant \mu _{B}(x)}.
- В случае, если условие {\displaystyle \mu _{A}(x)\leqslant \mu _{B}(x)} выполняется не для всех {\displaystyle x\in X}, говорят о степени включения нечёткого множества {\displaystyle A} в {\displaystyle B}, которое определяется так:
{\displaystyle l\left(A\subset B\right)=\min _{x\in T}\mu _{B}(x)}, где {\displaystyle T=\{x\in X;\mu _{A}(x)\leqslant \mu _{B}(x),\mu _{A}(x)>0\}}.
- Два множества называются равными, если они содержатся друг в друге:
{\displaystyle A=B\Leftrightarrow \forall x\in X:\mu _{A}(x)=\mu _{B}(x)}.
- В случае, если значения функций принадлежности {\displaystyle \mu _{A}(x)} и {\displaystyle \mu _{B}(x)} почти равны между собой, говорят о степени равенства нечётких множеств {\displaystyle A} и {\displaystyle B}, например, в виде
{\displaystyle E(A=B)=1-\max _{x\in T}|\mu _{A}(x)-\mu _{B}(x)|}, где {\displaystyle T=\{x\in X;\mu _{A}(x)\neq \mu _{B}(x)\}}.

## Свойства нечётких множеств
{\displaystyle \alpha }-срезом нечёткого множества {\displaystyle A\subseteq X}, обозначаемым как {\displaystyle A_{\alpha }}, называется следующее чёткое множество:
{\displaystyle A_{\alpha }=\{x\in X\mid \mu _{A}(x)\geqslant \alpha \}},
то есть множество, определяемое следующей характеристической функцией (функцией принадлежности):
{\displaystyle \chi _{A_{\alpha }}(x)=\left\{{\begin{matrix}0,&\mu _{A}(x)<\alpha ,\\1,&\mu _{A}(x)\geqslant \alpha .\end{matrix}}\right.}
Для {\displaystyle \alpha }-среза нечёткого множества истинна импликация:
{\displaystyle \alpha _{1}<\alpha _{2}\Rightarrow A_{\alpha _{1}}\supset A_{\alpha _{2}}}.
Нечёткое множество {\displaystyle A\subseteq \mathbf {R} } является выпуклым тогда и только тогда, когда выполняется условие:
{\displaystyle \mu _{A}[\gamma x_{1}+(1-\gamma )x_{2}]\geqslant \langle \mu _{A}(x_{1})\land \mu _{A}(x_{2})=\min\{\mu _{A}(x_{1}),\mu _{A}(x_{2})\}\rangle }
для любых {\displaystyle x_{1},x_{2}\in \mathbf {R} } и {\displaystyle \gamma \in [0,1]}.
Нечёткое множество {\displaystyle A\subseteq \mathbf {R} } является вогнутым тогда и только тогда, когда выполняется условие:
{\displaystyle \mu _{A}[\gamma x_{1}+(1-\gamma )x_{2}]\leqslant \langle \mu _{A}(x_{1})\lor \mu _{A}(x_{2})=\max\{\mu _{A}(x_{1}),\mu _{A}(x_{2})\}\rangle }
для любых {\displaystyle x_{1},x_{2}\in \mathbf {R} } и {\displaystyle \gamma \in [0,1]}.

## Операции над нечёткими множествами
При множестве принадлежностей {\displaystyle M=[0,1]\ }
- Пересечением нечётких множеств {\displaystyle A} и {\displaystyle B} называется нечёткое подмножество с функцией принадлежности, являющейся минимумом функций принадлежности {\displaystyle A} и {\displaystyle B}:
{\displaystyle \mu _{A\cap B}(x)=\min(\mu _{A}(x),\mu _{B}(x))}.
- Произведением нечётких множеств {\displaystyle A} и {\displaystyle B} называется нечёткое подмножество с функцией принадлежности:
{\displaystyle \mu _{AB}(x)=\mu _{A}(x)\mu _{B}(x)}.
- Объединением нечётких множеств {\displaystyle A} и {\displaystyle B} называется нечёткое подмножество с функцией принадлежности, являющейся максимумом функций принадлежности {\displaystyle A} и {\displaystyle B}:
{\displaystyle \mu _{A\cup B}(x)=\max(\mu _{A}(x),\mu _{B}(x))}.
- Суммой нечётких множеств {\displaystyle A} и {\displaystyle B} называется нечёткое подмножество с функцией принадлежности:
{\displaystyle \mu _{A+B}(x)=\mu _{A}(x)+\mu _{B}(x)\ -\mu _{A}(x)\mu _{B}(x)}.
- Отрицанием множества {\displaystyle A\ } называется множество {\displaystyle {\overline {A}}} с функцией принадлежности:
{\displaystyle \mu _{\overline {A}}(x)=1-\mu _{A}(x)} для каждого {\displaystyle x\in X}.

## Альтернативное представление операций над нечёткими множествами

### Пересечение
В общем виде операция пересечения нечётких множеств определяется следующим образом:
{\displaystyle \mu _{A\cap B}(x)=T(\mu _{A}(x),\mu _{B}(x))},
где функция {\displaystyle T} — это так называемая T-норма. Ниже приведены частные примеры реализации T-нормы:
- {\displaystyle \mu _{A\cap B}(x)=\mu _{A}(x)\land \mu _{B}(x)=\min(\mu _{A}(x),\mu _{B}(x))}
- {\displaystyle \mu _{A\cap B}(x)=\mu _{A}(x)\mu _{B}(x)}
- {\displaystyle \mu _{A\cap B}(x)=\max\{0,\mu _{A}(x)+\mu _{B}(x)-1\}}
- {\displaystyle \mu _{A\cap B}(x)=\left\{{\begin{matrix}\mu _{A}(x),&\mu _{B}(x)=1\\\mu _{B}(x),&\mu _{A}(x)=1\\0,&\mu _{A}(x)<1,\mu _{B}(x)<1,\end{matrix}}\right.}
- {\displaystyle \mu _{A\cap B}(x)=1-\min\{1,[(1-\mu _{A}(x))^{p}+(1-\mu _{B}(x))^{p}]^{1 \over p}\}}, для {\displaystyle p\geqslant 1}

### Объединение
В общем случае операция объединения нечётких множеств определяется следующим образом:
{\displaystyle \mu _{A\cup B}(x)=S(\mu _{A}(x),\mu _{B}(x))},
где функция {\displaystyle S} — T-конорма. Ниже приведены частные примеры реализации S-нормы:
- {\displaystyle \mu _{A\cup B}(x)=\mu _{A}(x)\lor \mu _{B}(x)=\max(\mu _{A}(x),\mu _{B}(x))}
- {\displaystyle \mu _{A\cup B}(x)=\mu _{A}(x)+\mu _{B}(x)-\mu _{A}(x)\mu _{B}(x)}
- {\displaystyle \mu _{A\cup B}(x)=\min\{1,\mu _{A}(x)+\mu _{B}(x)\}}
- {\displaystyle \mu _{A\cup B}(x)=\left\{{\begin{matrix}\mu _{A}(x),&\mu _{B}(x)=0\\\mu _{B}(x),&\mu _{A}(x)=0\\1,&\mu _{A}(x)>0,\mu _{B}(x)>0\end{matrix}}\right.}
- {\displaystyle \mu _{A\cup B}(x)=\min\{1,[\mu _{A}^{p}(x)+\mu _{B}^{p}(x)]^{1 \over p}\}}, для {\displaystyle p\geqslant 1}

## Связь с теорией вероятностей
Теория нечётких множеств в определённом смысле сводится к теории случайных множеств и тем самым к теории вероятностей. Основная идея состоит в том, что значение функции принадлежности {\displaystyle \mu _{A}(x)\ } можно рассматривать как вероятность накрытия элемента {\displaystyle x\ } некоторым случайным множеством {\displaystyle B\ }.
Однако при практическом применении аппарат теории нечётких множеств обычно используется самостоятельно, выступая конкурентом к аппарату теории вероятностей и прикладной статистики. Например, в теории управления существует направление, в котором для синтеза экспертных регуляторов вместо методов теории вероятностей используются нечёткие множества (нечёткие регуляторы).

## Примеры
Пусть:
- множество {\displaystyle X=\{x_{1},x_{2},x_{3},x_{4}\}}
- множество принадлежностей {\displaystyle M=[0,1]}
- {\displaystyle A} и {\displaystyle B} — два нечётких подмножества {\displaystyle X}
  - {\displaystyle A=\{(x_{1}\mid 0{,}4),(x_{2}\mid 0{,}6),(x_{3}\mid 0),(x_{4}\mid 1)\}}
  - {\displaystyle B=\{(x_{1}\mid 0{,}3),(x_{2}\mid 0),(x_{3}\mid 0),(x_{4}\mid 0{,}2)\}}

Результаты основных операций:
- пересечение: {\displaystyle {A\cap B}=\{(x_{1}\mid 0{,}3),(x_{2}\mid 0),(x_{3}\mid 0),(x_{4}\mid 0{,}2)\}={B}}
- объединение: {\displaystyle {A\cup B}=\{(x_{1}\mid 0{,}4),(x_{2}\mid 0{,}6),(x_{3}\mid 0),(x_{4}\mid 1)\}={A}}